# Blaasveldbroek
Het Blaasveldbroek is een natuurgebied in de tot de Antwerpse gemeente Willebroek behorende plaats Blaasveld.
Het betreft een gebied van 160 ha dat beheerd wordt door het Agentschap Natuur en Bos.

## Geschiedenis
Het gebied ligt in de vlakte van de Rupel en het werd zeer regelmatig overstroomd. In de afgezette sedimenten werden onder meer overblijfselen van mammoeten gevonden, welke in het bezoekerscentrum worden tentoongesteld. Vanaf de 12e eeuw werd de Rupel bedijkt en werd de vlakte niet meer regelmatig overstroomd. Het gebied werd als hooiland gebruikt en de gevormde turf werd afgegraven waardoor vijvers ontstonden. In deze vijvers werd ook vlas geroot.
In 1920 werd een groot deel van het gebied aangekocht door de Union Allumettière. Er werden tot 1960 populieren geplant als grondstof voor de luciferfabricage. Omdat de populierenplantages afbreuk doen aan het soortenrijke hooiland, worden ze door het Agentschap grotendeels gekapt.

## Tegenwoordig
Het 160 ha grote gebied leent zich voor recreatie. Bevers komen er voor, evenals watervogels en broedvogels als blauwborst, wielewaal en ijsvogel.
Aan de rand van het gebied heeft het kasteel van Blaasveld gestaan. Een aantal dreven van het bijbehorende domein zijn nog in het landschap te vinden.
Verder staat er nog een monumentale tamme kastanje (castanea sativa) op het domein. Deze boom zou meer dan 300 jaar oud zijn en is beschermd als monument en cultuurhistorisch landschap.